# António de Almeida (équitation)
Pour les articles homonymes, voir Antonio de Almeida et Francisco António de Almeida.
 (avril 2021).
António Augusto Sampaio e Melo Pereira de Almeida (né le 14 novembre 1915 à Coimbra, mort le 22 août 1994 à Lisbonne) est un cavalier portugais de concours complet, de dressage et de saut d'obstacles.

## Carrière
António de Almeida participe aux Jeux olympiques d'été de 1952 à Helsinki dans l'épreuve de concours complet. Il finit 23e de l'épreuve individuelle et 4e de l'épreuve par équipe.
Il participe aux Jeux olympiques d'été de 1956 à Stockholm dans l'épreuve de dressage. Il finit 12e de l'épreuve individuelle. Il n'y a pas d'équipe du Portugal.
Il participe aux Jeux olympiques d'été de 1960 à Rome dans l'épreuve de saut d'obstacles. Il finit le premier tour mais est éliminé, pareillement pour l'épreuve par équipe.